# Lipotropine

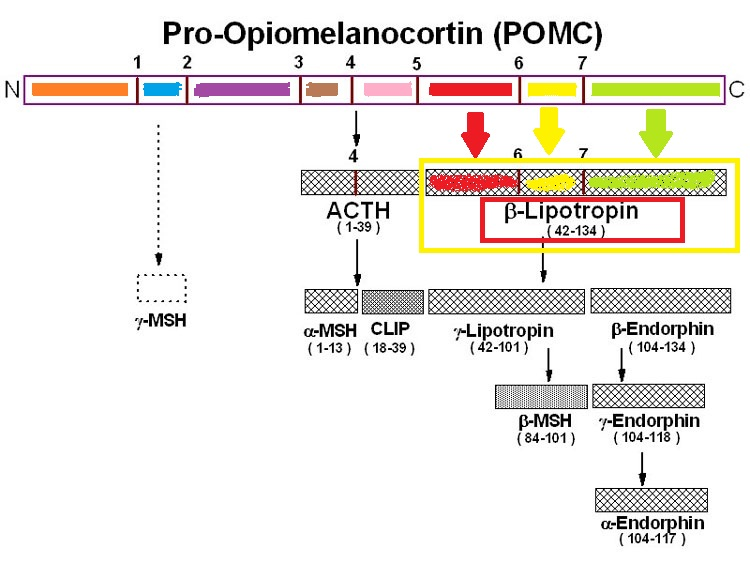
Lipotropine

La bêta-lipotropine est une hormone sécrétée par l'hypophyse.
Elle se trouve du côté de l'extrémité C-terminale de la proopiomélanocortine, elle est peu active mais joue un rôle dans la dégradation des lipides.